# Гладкая свистулька
Гладкая свистулька, или розовая свистулька (лат. Fistularia petimba), — вид лучепёрых рыб из семейства свистульковых. Распространены в Индо-Тихоокеанской области и Атлантическом океане. Максимальная длина тела 200 см.

## Описание
Тело длинное, уплощённое в дорсовентральном направлении; у молоди и взрослых особей покрытое крохотными шипиками. Вдоль верхней части тела перед спинным плавником и вдоль нижней части тела перед анальным плавником проходят удлинённые костные пластинки. Рыло длинное, трубкообразное. Рот конечный, шестиугольный в поперечном сечении. Зубы на обеих челюстях мелкие. Гребни на рыле с направленными вперёд зазубринками, верхние гребни параллельны. Межглазничное пространство узкое и плоское. На челюстях нет усиков. Спинной и анальный плавники с 14—16 мягкими лучами и короткими основаниями, сдвинуты к задней части тела. В грудных плавниках 15—16 мягких лучей. Брюшные плавники с 6 мягкими лучами, маленькие, абдоминальные. Хвостовой плавник раздвоенный, с удлинёнными нитями, образованными двумя средними лучами. Боковая линия хорошо развита, спереди проходит почти вдоль середины спины, в средней части тела изгибается, идёт по середине тела и заходит на хвостовые нити. Окостеневшая задняя часть боковой линии с острыми, направленными назад, шипиками. Позвонков 76, первые четыре позвонка удлинённые и сросшиеся.
Окраска варьирует в зависимости от глубины. В более глубоких слоях воды верхняя часть тела от красного до оранжево-коричневого цвета, в более мелководных участках — зеленовато-коричневого цвета. Нижняя часть тела серебристая. Ночью на теле видны широкие полосы. Спинной, анальный и хвостовой плавники с оранжевым оттенком. У молоди на спине разбросаны пятнышки.
Максимальная длина тела 200 см, обычно до 180 см. Масса тела до 4,7 кг.

## Биология
Морские бентопелагические рыбы. Обитают в прибрежных водах на глубине от 10 до 200 м над мягкими грунтами. Питаются мелкими рыбами, а также ракообразными и кальмарами. За счёт своего тонкого стройного тела могут незаметно приближаться к добыче, а затем всасывают её через трубчатое рыло. Икра пелагическая, диаметром от 1,5 до 2,1 мм. Длина личинок при вылуплении 6—7 мм. Молодь держится в эстуариях.

## Ареал
Широко распространены в тропических и тёплых умеренных водах Атлантического, Индийского и Тихого океанов океане. Западная Атлантика: от Массачусетса до Флориды, Мексиканский залив (кроме юго-западной части), Карибское море (Куба, Каймановы острова, Ямайка, Гондурас) и далее на юг вдоль побережья Южной Америки от Колумбии до Аргентины. Восточная Атлантика: от Рас-Нуадибу до Анголы, включая Кабо-Верде и Азорские острова. Вследствие Лессепсианской миграции проникли через Суэцкий канал в Средиземное море. Обнаружены у острова Вознесения. Индо-Тихоокеанская область: от Красного моря и восточного побережья Африки до Туамоту и Гавайских островов; на север до Японии и островов Бонин; на юг до Виктории (Австралия).